# Welf V.

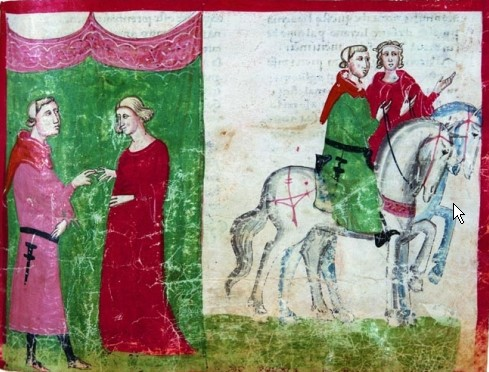
Links die Hochzeit Mathildes mit Welf V., rechts präsentiert Mathilde ihrem Ehemann ihren Besitz. Buchmalerei des 14. Jahrhunderts in einer Handschrift der Nuova Chronica von Giovanni Villani. Biblioteca Apostolica Vaticana, Chigi LVIII 296, fol. 56r

Welf V. (* wohl 1073 auf Burg Peiting; † 24. September 1120 auf Burg Kaufering) war der älteste Sohn des Herzogs Welf IV. (Welf I. von Bayern) und der Judith von Flandern. Nach dem Tod seines Vaters auf dem Kreuzzug von 1101 war er selbst als Welf II. bis zu seinem Tode Herzog von Bayern.

## Leben
Zur Stärkung der Opposition gegen Kaiser Heinrich IV. vermittelte Papst Urban II. um 1089 die Ehe des etwa 16-jährigen Welf mit der mehr als 40-jährigen Mathilde von Tuszien, der Herrin von Canossa. Die Ehe sollte die Abspaltung eines Mittelreichs von Bayern bis nach Norditalien ermöglichen. Doch es war eine Scheinehe, die dadurch belastet wurde, dass Mathilde ihre Besitzungen bereits dem Papst übereignet hatte. Im Sommer 1095 trennte sich Welf V. von ihr. Er und sein Vater Welf IV. versöhnten sich mit dem Kaiser. In deren Folge wurde Welf IV. wieder im Herzogtum Bayern eingesetzt, und Welf V. folgte einige Jahre später nach.
Welf blieb dem Kaiser gegenüber loyal und beschränkte sich – neben der Begleitung der kaiserlichen Feldzüge – auf sein Amt als Herzog von Bayern, über das wiederum kaum etwas bekannt ist. Nachdem er 19 Jahre lang regiert hatte, starb er in der Burg Kaufering bei Landsberg in Oberbayern; sein Leichnam wurde neben dem seines Vaters in Weingarten beigesetzt.
Welf V. hatte kein zweites Mal geheiratet, er blieb kinderlos; sein Nachfolger in Bayern wurde sein Bruder Heinrich der Schwarze.